# Collettea vermiformis
Collettea vermiformis is een naaldkreeftjessoort uit de familie van de Colletteidae. De wetenschappelijke naam van de soort is voor het eerst geldig gepubliceerd in 1971 door Lang.